# Nat Jaffe
Nat Jaffe (* 1918 in New York City; † 5. August 1945 in Manhattan, New York City) war ein US-amerikanischer Jazz-Pianist des Swing.
Jaffe lebte mit seinen Eltern 1921 bis 1932 in Berlin, wo er klassischen Klavierunterricht nahm. Erst bei seiner Rückkehr in die USA 1932 begann er sich für Jazz zu interessieren. Er begleitete Noel Francis, spielte mit dem Emery Deutsch Orchestra und als Pianist in den Clubs der 52. Street. Er spielte mit den Bands von Joe Marsala, Charlie Barnet (1938/39) und Jack Teagarden (1939–1940), danach mit eigenem Trio (Aufnahmen 1944 für Black & White). Er nahm 1938 mit Louis Armstrong auf und war als Begleiter geschätzt, u. a. von Billie Holiday und Sarah Vaughan (Aufnahmen 1945). Jaffe starb früh an den Folgen von Bluthochdruck.